# Thanom Kittikachorn
Thống chế Thanom Kittikachorn (Thái ถนอม กิตติ ขจร, phát âm tiếng Thái: [tʰànɔ̌ːm kìttìkʰat͡ɕɔ̌ːn]; ngày 11 tháng 8 năm 1911 - 16 tháng 6 năm 2004) là một nhà độc tài quân sự của Thái Lan. Ông là một người chống cộng, Thanom làm thủ tướng chế độ quân sự ở Thái Lan 1963-1973, cho đến khi các cuộc biểu tình đã bùng nổ thành bạo lực buộc ông phải từ chức. Sự trở về từ nơi sống lưu vong của ông vào năm 1976 đã gây ra các cuộc biểu tình dẫn đến một vụ thảm sát người biểu tình, theo sau là một cuộc đảo chính quân sự.